# Darowskoi
Darowskoi (russisch Даровско́й) ist eine Siedlung städtischen Typs in der Oblast Kirow in Russland mit 7125 Einwohnern (Stand 14. Oktober 2010).

## Geographie
Der Ort liegt etwa 100 km Luftlinie westnordwestlich des Oblastverwaltungszentrums Kirow bei der Mündung der Darowka in den rechten Moloma-Nebenfluss Kobra.
Darowskoi ist Verwaltungszentrum des Rajons Darowskoi sowie Sitz der Stadtgemeinde Darowskoje gorodskoje posselenije, zu der neben der Siedlung 32 Dörfer gehören.

## Geschichte
Der Ort wurde 1717 gegründet. Am 10. Juni 1929 wurde Darowskoi Verwaltungssitz eines neu geschaffenen, nach ihm benannten Rajons. 1965 erhielt es den Status einer Siedlung städtischen Typs.

### Bevölkerungsentwicklung
| Jahr | Einwohner |
| ---- | --------- |
| 1939 | 1718      |
| 1959 | 2895      |
| 1970 | 4682      |
| 1979 | 5960      |
| 1989 | 7224      |
| 2002 | 7488      |
| 2010 | 7125      |

Anmerkung: Volkszählungsdaten

## Verkehr
Nach Darowskoi führt die Regionalstraße 33N-081, die gut 50 km südlich bei der Stadt Kotelnitsch von der föderalen Fernstraße R176 Wjatka Tscheboksary – Joschkar-Ola – Kirow/Syktywkar abzweigt. In Kotelnitsch befindet sich an der Transsibirischen Eisenbahn auch die nächstgelegene Bahnstation.
Von Darowskoi nach Norden führt die 33N-080 ins benachbarte, etwa 120 km entfernte Rajonzentrum Oparino.